# نادي بوسان أي بارك
بوسان أي بارك (بالكورية:부산 아이파크)(بالإنجليزية:Busan IPark)، هي فريق كوري جنوبي يلعب في الدوري الكوري الجنوبي لكرة القدم، تم تأسيس النادي سنة 1979 تحت مسمى "دايو رويالز"، وحقق أول لقب آسيوي سنة 1986 ببطولة كأس الأبطال الأسيوي بعد 6 سنوات من إنشائه. شارك كفريق عاطل عن العمل وتحول إلى فريق محترف في 3 ديسمبر 1983. وهو واحد من الأعضاء الأوائل في كرة القدم الكورية للمحترفين وهو فريق مرموق فاز بما مجموعه أربع مرات في الدرجة الأولى. بالإضافة إلى ذلك ، فاز بكأس كوريا مرة واحدة وكأس الدوري ثلاث مرات. على وجه الخصوص ، في موسم 1997 ، فاز بجميع المسابقات التي ينظمها الاتحاد وحقق التاج الثلاثي لأول مرة.

## وصلات خارجية
- (بالكورية) Official website
- (بالكورية) Official Supporters : P.O.P(Pride Of Pusan)
- (بالكورية) Small Supporters Group : B.I.F.C(Busan Ipark Fan Club)
- (بالإنجليزية) Busan I'Park at ROKfootball.com